# Johnston (Rhode Island)
Johnston é uma vila localizada no estado americano de Rhode Island, no condado de Providence. Foi fundada em 1636 e incorporada em 1759.

## Geografia
De acordo com o United States Census Bureau, a vila tem uma área de 63 km², onde 60,7 km² estão cobertos por terra e 2,3 km² por água.

## Demografia
Segundo o censo nacional de 2010, a sua população é de 28 769 habitantes e sua densidade populacional é de 474,08 hab/km². Possui 12 439 residências, que resulta em uma densidade de 204,98 residências/km².